# Вербов (Нараевская сельская община)
Вербов (укр. Вербів) — село в Нараевской сельской общине Тернопольского района Тернопольской области Украины.
До 2020 года входило в Бережанский район.
Код КОАТУУ — 6120480901. Население по переписи 2001 года составляло 856 человек.

## Географическое положение
Село Вербов находится между реками Золотая Липа и Нараевка (3-4 км) у истоков небольших речушек Горы и Вербовец.

## История
- 1448 год — дата основания.

## Экономика
- «Вербив», сельскохозяйственное ООО.

## Объекты социальной сферы
- Школа І-ІІ ст.